# Hacienda El Noviciado
L'hacienda El Noviciado, située dans la municipalité colombienne de Cota, est une ancienne maison jésuite (un 'noviciat') reconvertie en centre de conférences et de réunions d'affaires et sociales. Construite au début du XVIIe siècle elle fut classée comme monument national en 2004.

## Localisation
L'hacienda El Noviciado est située dans la municipalité colombienne de Cota, au niveau de la savane de Bogota.

## Historique
L'hacienda El Noviciado, comme beaucoup d'autres, fut construite au début du XVIIe siècle par les Jésuites pour assurer des revenus aux collèges aux autres œuvres apostoliques. Le père José Hurtado en est l’architecte.
Durant le XVIIe siècle, les membres de la communauté jésuite, qui se servaient de cette hacienda comme refuge, sont expulsés et l'hacienda tombe entre les mains des autorités coloniales. En 1775, elle est attribuée à Miguel Benito de Castro, son fils aîné José de Castro y Arcava la recevant en héritage à sa mort. Dans les années 1800, en raison des nombreuses guerres civiles qui touchent la Colombie, l'hacienda change plusieurs fois de propriétaires.
L'université des Andes acquiert l'hacienda en 1967, la reconvertissant en 1988 en centre de conférences et de réunions d'affaires et sociales.
L'hacienda El Noviciado acquiert le statut de monument national via la décret no 1640 du 24 novembre 2004.